# وزارت‌خانه‌های دولت بریتانیا
دولت بریتانیا اقتدار اجرایی خود را از طریق تعدادی وزارت یا وزارت خانه‌های مشاور اعمال می‌کند. یک وزارتخانه از مقامات مختلفی که به آنان خادمین مدنی گفته می‌شود اداره می‌گردند، و از نظر سیاسی از طریق یک وزیر پاسخگو هستند.